# Pirssonite
La pirssonite è un minerale.